# Erik Granfelt
Erik Gustaf Granfelt (Stockholm, 17 november 1883 - Stockholm, 18 februari 1962) was een Zweeds turner.
Granfelt won tijdens de Olympische Zomerspelen 1906 de bronzen medaille bij het touwtrekken. Granfelt won in 1908 olympisch goud in de teamwedstrijd turnen. In 1901 won Granfelt met AIK Fotboll het Zweeds voetbalkampioenschap.

## Olympische Zomerspelen
| Jaar | Plaats | Resultaten  |
| ---- | ------ | ----------- |
| 1906 | Athene | touwtrekken |
| 1908 | Londen | team        |